# Gustav Güngerich

Gustav Güngerich als Gießener Teutone, 1893

Gustav Güngerich (* 26. März 1872 in Butzbach; † 24. März 1945 in Bensheim) war ein deutscher Reichsgerichtsrat.

## Leben
Der Sohn des evangelischen Kreisveterinärarzt Rudolph Güngerich studierte ab 1890 Rechtswissenschaften in Gießen und wurde dort wie schon sein Vater Mitglied des Corps Teutonia. 1898 wurde er in Heidelberg promoviert. Die juristischen Staatsprüfungen bestand er 1893 und 1897 jeweils mit „gut“. Er wurde 1898 Gerichtsassessor. 1900 kam er als Amtsrichter nach Friedberg dann nach Darmstadt. 1901 wurde er Staatsanwalt beim Landgericht Mainz. Dort wurde er 1912 Landgerichtsrat. Im Ersten Weltkrieg war er Hauptmann. 1924 beförderte man ihn zum Oberlandesgerichtsrat in Darmstadt. 1927 kam er zum Reichsgericht. Er war im III. Strafsenat tätig. 1938 trat er in den Ruhestand. 1939 wurde er reaktiviert und war im III. Senat bis 1942 tätig.
Sein Sohn war der Klassische Philologe Rudolf Güngerich.

## Ehrungen
- 20. April 1938 Silbernes Treuedienst-Ehrenzeichen